# Irmgard Fürst
Irmgard Fürst (* 18. Februar 1964 in Frankfurt am Main; † 3. März 2025 in Bonn, Geburtsname: Irmgard Menzer) war eine deutsche Politikerin (SPD). Sie war von 2009 bis 2011 Abgeordnete im Landtag Rheinland-Pfalz.

## Leben
Fürst besuchte von 1970 bis 1973 eine Waldorfschule in Frankfurt am Main und danach bis 1977 eine Deutschschweizer Schule in Locarno. Es folgten bis 1979 Besuche der italienischen Scuola Media (Mittelschule) und danach bis 1981 eine Erzieherausbildung an einer italienischen Scuola Magistrale. Danach kehrte sie nach Deutschland zurück und absolvierte von 1981 bis 1984 eine Ausbildung zur Arzthelferin in Schopfheim. Von 1984 bis 1986 holte sie die Mittlere Reife nach und danach von 1986 bis 1989 das Abitur am Agrarwissenschaftlichen Gymnasium Ettlingen. Bis 1991 studierte Fürst Linguistische Datenverarbeitung und danach bis 1997 die Rechtswissenschaften, jeweils an der Universität Trier.

## Politik
Fürst trat 1986 der SPD bei. Im Jahr 1999 wurde sie Vorsitzende des SPD-Ortsvereins Ralingen. Seit 1999 war sie Mitglied des Verbandsgemeinderats Trier-Land, dort war sie von 2003 bis 2007 Fraktionsvorsitzende. Von 2004 bis 2009 war sie Mitglied des Ortsbeirats Wintersdorf, außerdem war sie von 2000 bis 2008 Schöffin am Jugendschöffengericht beim Amtsgericht Trier. Nachdem der Abgeordnete Manfred Nink 2009 in den Bundestag einzog, rückte Irmgard Fürst in den Landtag von Rheinland-Pfalz nach. Dort war sie Mitglied im Ausschuss für Wissenschaft, Weiterbildung, Forschung und Kultur, dem Petitionsausschuss, der Enquete-Kommission Integration und Migration und der Strafvollzugskommission.